# Bastards (Motörhead)
| Recensione             | Giudizio |
| ---------------------- | -------- |
| AllMusic               |          |
| Encyclopaedia Metallum | 74/100   |

Bastards è l'undicesimo album dei Motörhead, pubblicato nel 1993 pubblicato per la ZYX.
È stato il primo album in studio registrato dalla band con la formazione di breve durata composta da Kilmister, Würzel, Campbell e Dee.

## Il disco
L'album è stato l'unico autoprodotto dalla band (per la label indipendente ZYX) e ha avuto scarse vendite dovute maggiormente alla scarsa pubblicità. È inoltre il primo di quattro album prodotti da Howard Benson.
Dopo i precedenti album 1916 e March ör Die, la band tornò con questo album al suo suono iniziale, suonando forte e veloce. Le tematiche vanno dalla critica sociale (On Your Feet or on Your Knees) alla guerra (Death or Glory), all'abuso infantile (Don't Let Daddy Kiss Me).
I singoli estratti sono stati Don't Let Daddy Kiss Me e Born to Raise Hell. Dalla canzone Burner è stato inoltre tratto anche un video.
La canzone Born to Raise Hell, è stata in seguito registrata con la partecipazione di Ice T e Whitfield Crane. Questa versione, accompagnata anche con un video, è comparsa nel film Airheads e si può considerare una delle canzoni più famose della band.
Il disco è stato ristampato nel 2004 in vinile Picture disc, ma senza la cover dei Rolling Stones che originariamente chiudeva l'album.

## Tracce
1. On Your Feet or on Your Knees – 2:34 (Michael Burston, Phil Campbell, Mikkey Dee, Lemmy Kilmister)
2. Burner – 2:52 (Burston, Campbell, Dee, Kilmister)
3. Death or Glory – 4:50 (Burston, Campbell, Dee, Kilmister)
4. I Am the Sword – 4:28 (Burston, Campbell, Dee, Kilmister)
5. Born to Raise Hell – 4:58 (Kilmister)
6. Don't Let Daddy Kiss Me – 4:05 (Kilmister)
7. Bad Woman – 3:16 (Burston, Campbell, Dee, Kilmister)
8. Liar – 4:12 (Burston, Campbell, Dee, Kilmister)
9. Lost in the Ozone – 3:27 (Burston, Campbell, Dee, Kilmister)
10. I'm Your Man – 3:28 (Burston, Eddie Clarke, Dee, Kilmister)
11. We Bring the Shake – 3:48 (Burston, Campbell, Dee, Kilmister)
12. Devils – 6:00 (Burston, Campbell, Dee, Kilmister)
13. Jumpin' Jack Flash (cover dei Rolling Stones, traccia bonus) – 3:20 (Mick Jagger, Keith Richards)

## Formazione
- Lemmy Kilmister - basso, voce
- Phil Campbell - chitarra
- Würzel - chitarra
- Mikkey Dee - batteria